# Rue du Lieutenant-Colonel-Dax
La rue du Lieutenant-Colonel-Dax est une voie du 18e arrondissement de Paris, en France.

## Situation et accès
La rue du Lieutenant-Colonel-Dax est une voie publique située dans le 18e arrondissement de Paris. Elle débute au 40, rue René-Binet et se termine rue Jean-Henri-Fabre. Dans son prolongement se situe la rue Jules-Vallès à Saint-Ouen-sur-Seine, dans le secteur du marché aux Puces.

## Origine du nom

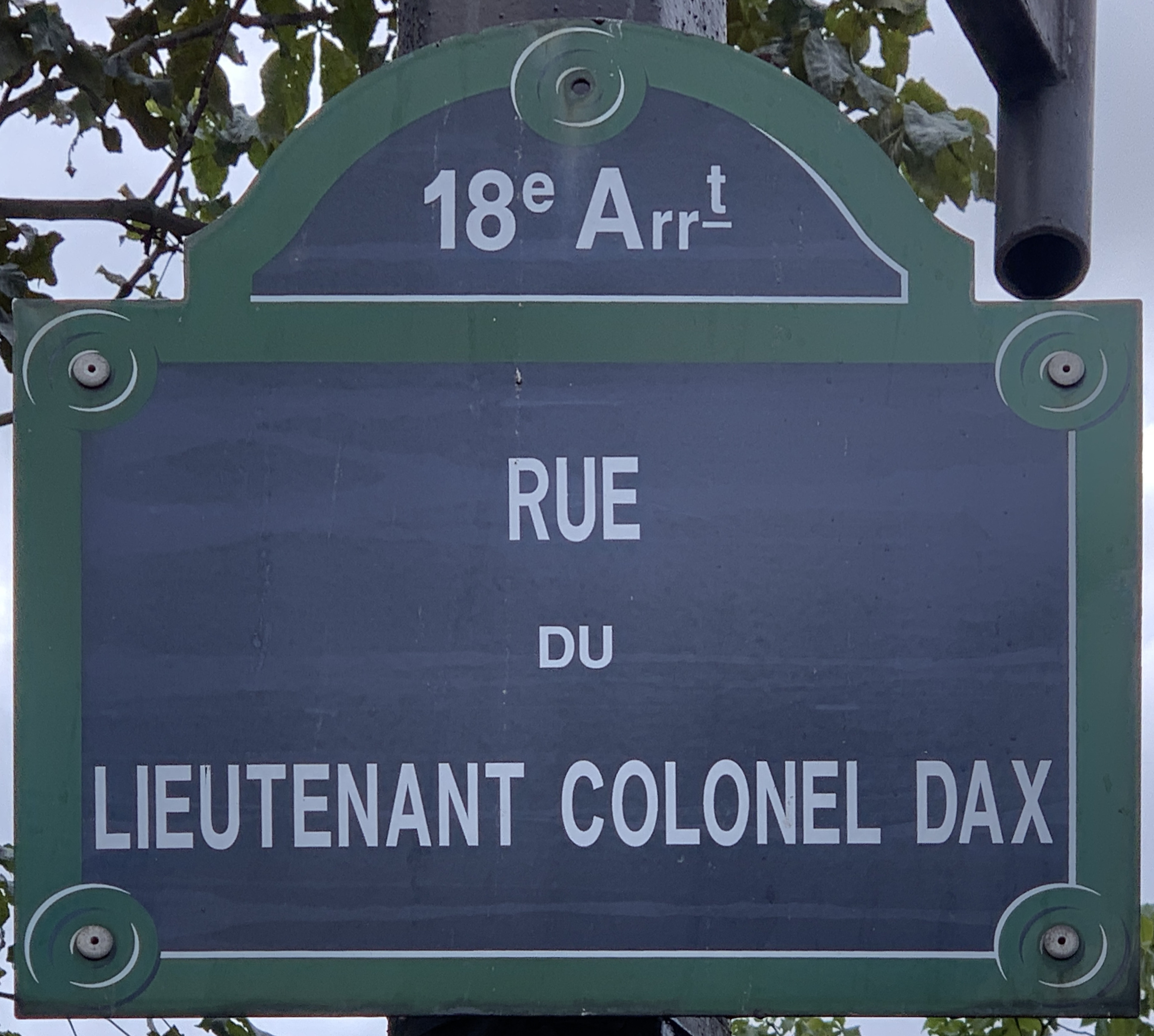
Plaque de la rue.

Elle porte le nom du lieutenant-colonel Marcel Pimpaud, dit « lieutenant-colonel Dax » (1912-1944), résistant français, mort sur le front d'Alsace en 1944.

## Historique
Cette rue ouverte en 1956 par la Ville de Paris sous le nom de « voie D/18 » se terminait alors en impasse. Un arrêté du 21 mai 1956 lui donne le nom de « rue du Lieutenant-Colonel-Dax ».
Son débouché sur la rue Jean-Henri-Fabre a été aménagé en 1966 lors de la construction du boulevard périphérique.